# Gentiana pennelliana
Gentiana pennelliana är en gentianaväxtart som beskrevs av Merritt Lyndon Fernald. Gentiana pennelliana ingår i släktet gentianor, och familjen gentianaväxter. Inga underarter finns listade i Catalogue of Life.